# Höör (comuna)
Höör (em sueco: Höörs kommun) é uma comuna da Suécia localizada no condado de Escânia. Sua capital é a cidade de Höör. Tem 291 quilômetros quadrados e pelo censo de 2018, havia 16 637 habitantes.